# 아르카닥

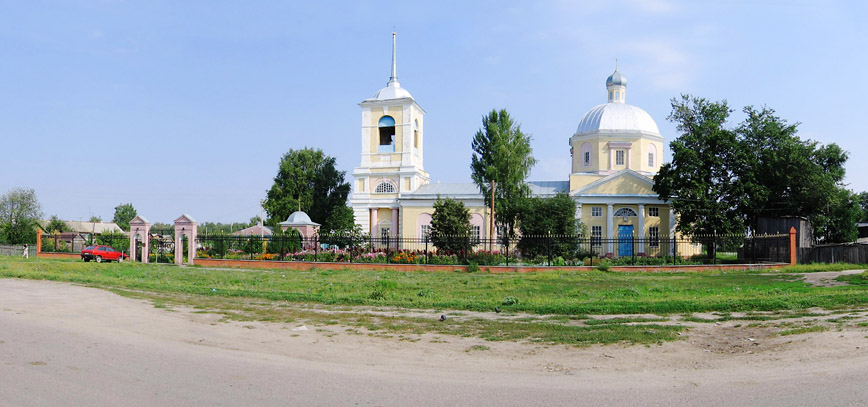

아르카닥(러시아어: Аркада́к)은 사라토프주 아르카닥스키군에 속한 도시이다.
도시는 볼쇼이아르카닥강(호표르강의 지류)이 흐르고, 서쪽으로 248 km지점에 사라토프가 위치해 있다.